# 소호 (오제)
소호 금천씨(少昊金天氏)는 중국 고대의 신화상에 등장하는 삼황오제 중 오제(五帝)의 한 명이다.

## 사서 원문

### 산해경
少昊属金，在西方。他的母亲是天山的仙女皇娥。— 소호의 금(쇠)무리는, 서쪽 방면에 있다...

东海之外大壑，少昊之国— 동쪽 바다 밖의 큰 산골짜기에 소호의 나라가 있다

## 춘추
少昊，己姓，一说嬴姓，名挚，号金天氏，又称“朱帝”、“白帝”、“西皇”、“穷桑氏”、“空桑氏”，在位84年，寿百岁崩，其后代郯子国尊为高祖...— "소호는 성이 '기', 일설에는 '영'이고, 이름은 '지'이며, 호는 '금천씨'이다. 또한 '주제' '백제' '서황' '궁상씨' '공상씨'로도 칭해진다. 84년 재위, 100세 나이에 죽다. 그 후를 이은 담의 남자가 나라의 높은 국조로 공경하며 다스리다..."

## 개요
소호는 청양씨(青陽氏), 금천씨(金天氏), 궁상씨(窮桑氏), 운양씨(雲陽氏), 주선(朱宣)으로도 불린다. 소호금천씨는 전설에서 성은 기(己), 이름은 철(摰) 또는 질(質)이었으며 황제 헌원의 아들이었다고 한다. 궁상에서 태어나 동이의 수령이었다고도 전해진다. 소호(少昊)는 오제에 관한 전설과 기록에 따라 오제에 포함되기도 하고, 빠지기도 한다. 전설에서는 소호가 즉위했을 때 봉황이 날아왔다고 전해진다.

## 소호금천씨의 김씨조상설
소호금천씨는 한국과 중국의 김씨들의 조상으로 많이 언급된다. 특히 한국의 성씨인 경주 김씨와 김해 김씨는 소호금천씨를 시조로 언급한 기록이 전하기도 한다. 당나라에 살았던 신라인 김씨 부인의 행적을 기록한 대당고김씨부인묘명(大唐故金氏夫人墓銘)에는 신라 김씨의 조상이 소호씨금천(少昊氏金天)이라고 새겨져 있다. 김부식이 쓴 《삼국사기》에는 가야 출신인 김유신 장군의 묘비명에 가야 김씨가 소호금천씨의 후손이라고 새겨져 있다는 기록이 있다.소호금천을 국조로 삼는 나라가 담국이였으며 새들로 관직명을 정했다.<춘추좌씨전>

## 같이 보기
- 삼황오제
- 염제 신농
- 황제 헌원
- 봉황
- 전욱
- 담국
- 대당고김씨부인묘명(大唐故金氏夫人墓銘)
- 김일제(金日磾)
- 성한 (신라)
- 김알지